# Aleksandra Jakubczak
Aleksandra Jakubczak (ur. 29 września 1982) – polska lekkoatletka specjalizująca się w biegach długich.

## Kariera
Sześciokrotnie stawała na podium mistrzostw Polski seniorów zdobywając cztery srebrne medale (2009, 2010 i 2011 – bieg na 10 000 metrów, 2009 – bieg przełajowy) oraz dwa brązowe medale (2009 – bieg na 5000 metrów, 2012 – bieg przełajowy). Ma w dorobku jeden medal halowych mistrzostw kraju, zdobywała medale czempionatu młodzieżowców.
Rekordy życiowe: bieg na 5000 metrów – 16:22,23 (31 lipca 2009, Bydgoszcz); bieg na 10 000 metrów – 33:56,30 (3 maja 2011, Lidzbark Warmiński). 
Siostra Anny, także lekkoatletki.
Jest żołnierzem Wojska Polskiego w stopniu młodszego chorążego. Pełni służbę w 3 Zamojskim Batalionie Zmechanizowanym. W 2023 roku ukończyła Wielki Szlem Komandosa, zajmując 6. miejsce w klasyfikacji generalnej i 1. miejsce w kategorii kobiet.